# فابريزيو كاكياتوري
فابريزيو كاكياتوري (بالإيطالية: Fabrizio Cacciatore)‏ (مواليد 8 أكتوبر 1986 في تورينو - إيطاليا) لاعب كرة قدم إيطالي.

## روابط خارجية
- فابريزيو كاكياتوري على موقع قاعدة بيانات كرة القدم.إي يو (الإنجليزية)
- فابريزيو كاكياتوري على موقع Soccerway.com (الإنجليزية)
- فابريزيو كاكياتوري على موقع عالم كرة القدم.نت (الإنجليزية)
- فابريزيو كاكياتوري على موقع كووورة
- فابريزيو كاكياتوري على موقع AS.com (الإسبانية)